# Queensland Open 1984
Il Queensland Open 1984 è stato un torneo di tennis. Il torneo si è giocato a Brisbane in Australia dal 12 al 18 novembre 1984 su campi in erba.

## Campionesse

### Singolare femminile
Helena Suková ha battuto in finale  Elizabeth Smylie con il punteggio di 6–4, 6–4

### Doppio
Martina Navrátilová /  Pam Shriver hanno battuto in finale  Bettina Bunge /  Eva Pfaff con il punteggio di 6–3, 6–2